# Drosseleinrichtung
Eine Drosseleinrichtung bestehen aus dem Drosselbauwerk zur Aufnahme des Drosselorgans, dem Drossel-, Regel- oder Steuerorgan selbst sowie der dazugehörigen Mess-, Steuer- und Regeltechnik. An Regenüberläufen sowie an Regenklärbecken, Regenüberlaufbecken, Stauraumkanälen und Regenrückhaltebecken sind Drosseleinrichtungen nach der Selbstüberwachungsverordnung Kanal (SüwV Kan, NRW) regelmäßig zu inspizieren.
Ihre Funktionsfähigkeit und vorhandenen Einstellungen können in trockenem Zustand überprüft werden (sog. Trockenprüfung). Ziel der Trockenprüfung ist die Sicherstellung des Fortbestandes der erforderlichen hydrometrischen Bedingungen und gerätetechnischen Funktionen der Drosseleinrichtung.
Die Abflussdrosselung an Regenbecken verlangt nach einer Drosseleinrichtung mit großem Fließwiderstand und hoher Betriebssicherheit. 
Zwei Drosseleinrichtungen, Drosselstrecke und Wirbeldrossel, arbeiten ohne bewegliche Teile und sind für den ungesteuerten Einbau geeignet.
Die Wirbeldrossel hat einen erheblich höheren Fließwiderstand als die Drosselstrecke.